# Draft Riots

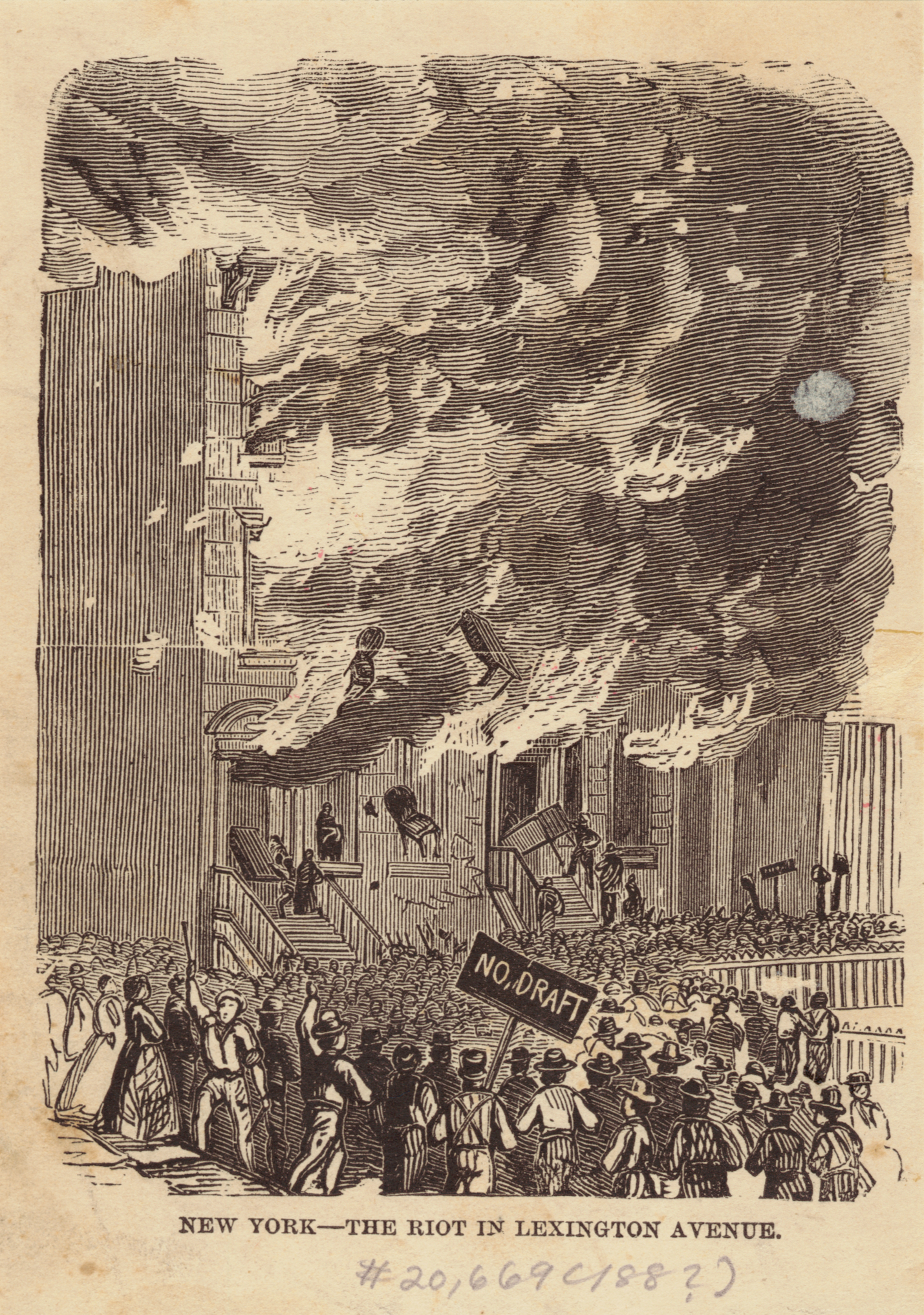
Dibujo de los disturbios ocurridos en Nueva York el 13 de julio de 1863.

Los Disturbios de Reclutamiento (en inglés Draft Riots) fueron una serie de disturbios ocurridos en Nueva York del 13 al 17 de julio de 1863, en el marco de la guerra de Secesión. 

## Los disturbios
El alistamiento militar fue instituido por el entonces presidente Abraham Lincoln para reforzar el Ejército de la Unión, llamando a todos los hombres entre 25 y 35 años, y los hombres solteros entre 35 y 45. Siete meses después de que la Proclamación de emancipación en los estados sureños entrara en efecto, una explosión de violencia y robos arrasó a la ciudad de Nueva York en respuesta a un segundo alistamiento nacional. Aunque la ciudad había inicialmente apoyado el movimiento hacia la guerra fervientemente, cada una de las derrotas en batalla hizo a los neoyorquinos retirar su apoyo a la campaña en el sur cada vez más. Después de haber llamado a 70 000 voluntarios y haber ganado un par de batallas, Lincoln anunció la lotería de alistamiento. 
Opuestos a la guerra y frustrados con la injusticia del sistema de lotería, los inmigrantes de clase trabajadora asaltaron la ciudad, concentrando su odio en los neoyorquinos de color, en cualquiera que los ayudasen y en la policía de la ciudad.
Motivados por los mordaces editoriales de los periódicos antiguerra y antiemancipación en Nueva York, la ira contra los alistamientos llegó a su límite en los días anteriores a la primera lotería el 11 de julio. Fernando Wood fue una de las voces más potentes en el movimiento antialistamiento, oponiéndose no solamente a la lotería sino a la propia guerra. Cuando Wood, miembro del Partido Demócrata, se convirtió en alcalde de Nueva York en su segundo mandato (1860-1862), propuso que el área metropolitana de la ciudad se independizara del país. 
A Wood se le atribuye haber motivado a las fuerzas anti-Lincoln hasta el frenesí antes de que los disturbios ocurrieran. Con la segunda lotería de alistamiento la situación se descontroló, llegándose a la violencia generalizada en la ciudad. 
Los pillajes y ataques asolaron Nueva York durante los cinco días siguientes, con la mayor parte de la violencia dirigida a los neoyorquinos de color. La ira entre los trabajadores, en su mayoría inmigrantes irlandeses, se convirtió en una violencia de masa dirigida hacia los trabajadores negros y quienes los ayudaban de cualquier modo. 
Esto incluía no solamente a los trabajadores de los puertos y los empleados domésticos, sino también a terratenientes que habían arrendado a ciudadanos negros, dueños de tabernas que les habían servido e incluso quienes habían construido un asilo para huérfanos de color. El asilo fue robado e incendiado. 
Después de que las tropas controlaran la violencia, más de 2.000 personas habían sido asesinadas. Casi todos los manifestantes que murieron lo hicieron en los bombardeos que la armada estadounidense realizó para acabar con los disturbios. A estos hay que añadir a 20 personas de color asesinadas por medio de linchamientos y los daños materiales que abarcan al menos doscientas tiendas saqueadas y cien edificios quemados; entre ellos un orfanato, un circo, un arsenal, tres comisarías y una iglesia protestante.
Los días y semanas tras los disturbios fueron marcados por un éxodo de ciudadanos de color de Nueva York, reduciendo la población de la ciudad a su menor nivel desde 1820.

## Draft Riots en la ficción
En la película de Martin Scorsese Gangs of New York, de 2002, se muestra una dramatización de los Draft Riots en la escena final.